# Thomas Skinner (1804-1877)
Pour les articles homonymes, voir Thomas Skinner et Skinner.
Major Thomas Bridges Boucher Skinner, (né le 22 mai 1804 à Saint-Jean de Terre-Neuve au Canada - mort le 24 juillet 1877 à Bath en Angleterre), est un officier britannique et ingénieur civil.
Il est l'un des urbanistes les plus réputés et important du Ceylan britannique. Il a fait construire la majorité des routes traversant l'actuel Sri Lanka.

## Biographie
Thomas Skinner est né à Saint-Jean de Terre-Neuve au Canada, le 22 mai 1804, de William Thomas Skinner, lieutenant-colonel de la Royal Artillery, et de sa seconde épouse Mary, fille du Dr Monier de la Royal Artillery.
En 1811, il s'installe en Angleterre avec son père et étudie à Shaftesbury, Dorsetshire. Insatisfait de l'éducation, il se rendit à Ceylan en 1819 pour rendre visite à son père qui était en poste à Trincomalee. Là, il est nommé sous-lieutenant au Ceylon Rifle Regiment. Son premier travail consistait à transporter un peloton de soldats de Trincomalee à Colombo, versla fin de la grande rébellion d'Uva de 1817-18 qui n'était pas encore complètement réprimée.
Peu de temps après, Skinner est nommé au service des travaux publics en tant que responsable de la construction des routes de l'île. Il a acquis une renommée de longue date pour la construction de l'autoroute Colombo-Kandy. 
En 1825, il est nommé chef de la garde de défense de Colombo, lieutenant quartier-maître général et arpenteur général en 1833, et commissaire des routes en 1841. Il devient alors connu pour avoir cartographié des parties jusqu'alors inconnues de Ceylan. 
Le 19 décembre 1838, il épousa Georgina, fille du lieutenant-général George Burrell.
En 1848, Skinner a témoigné devant un comité de travail spécial de la Chambre des communes britannique sur la rébellion de Matale. Sa déclaration a exposé la mauvaise administration des Britanniques qui a conduit à la rébellion et comment les gouverneurs et les politiques britanniques ont modifié les modes de vie traditionnels des Cingalais indigènes.
En 1857, Skinner a conçu l'église Holy Emanuel pour Jeronis de Soysa (en). 
Il prend sa retraite de la fonction publique en 1867 et a été célébré pour ses réalisations par l'administration britannique, les planteurs, les journaux ainsi que les mudaliyars locaux (un mudaliyar est un titre colonial donné à un chef local indigène). 
Après avoir passé la majorité de sa vie à Ceylan, il rentre en Angleterre et reçoit la médaille de CMG de la reine Victoria en 1869. Skinner a écrit une autobiographie, Fifty Years in Ceylan, éditée par sa fille Annie et publiée post-mortem en 1891.
Skinner a eu six enfants : Marianne Theresa (1839-1901) ; Thomas Edward Burnes (vers 1842-1902) qui fut ministre des Postes de Ceylan, entre 1871 et 1896 ; George Burrell (c.1844-1883) un capitaine dans le 15e régiment ; William Graham (vers 1846-?) rejoignit l'Oriental Bank et mourut après être tombé de cheval à Bombay ; Henry Peareth (c.1848-?) ; Monier Williams (1849-1928), commandant de la Royal Navy ; et Anne Harriet Barbara (1852-?).

## Décoration
- Ordre de Saint-Michel et Saint-Georges en 1869